# Wydział Prawa Europejskiego Uniwersytetu Viadrina
Wydział Prawa Uniwersytetu Europejskiego Viadrina (niem. Juristische Fakultät der Europa-Universität Viadrina) – jeden z trzech wydziałów Uniwersytetu Europejskiego Viadrina we Frankfurcie nad Odrą, największy z nich pod względem liczby pracowników naukowych i studentów.
Obecnym dziekanem wydziału jest prof. Ulrich Häde.

## Kierunki studiów na wydziale
Na wydziale istnieje możliwość podjęcia:
- jednolitych studiów prawa niemieckiego (Deutsches Recht na kierunku Staatsexamen);
- dwustopniowych studiów prawa niemieckiego z jednoczesnym studiowaniem prawa polskiego w Collegium Polonicum w Słubicach (2 tytuły zawodowe: Bachelor/ Master of German and Polish Law na Wydziale Prawa Viadriny, magister prawa polskiego na Wydziale Prawa i Administracji UAM w Poznaniu);
- kierunku „Bachelor prawo i ekonomia | ekonomia i prawo (Recht und Wirtschaft | Wirtschaft und Recht)” wspólnie z wydziałem nauk ekonomicznych (tytuł zawodowy Bachelor of Laws-LL.B. bądź Bachelor of Science – B.Sc.);
- kierunku „Bachelor prawo i polityka (Recht und Politik)” wspólnie z wydziałem nauk kulturoznawczych (tytuł zawodowy Bachelor of Arts – B.A.);
- kierunku „Master Europejskie Prawo Gospodarcze (Europäisches Wirtschaftsrecht)” (roczne studia uzupełniające)
- kierunku „Master of International Human Rights and Humanitarian Law” (1,5-roczne studia uzupełniające w jęz. angielskim);
- kierunku „Human Rights & Genocide Studies” (1,5-roczne studia uzupełniające w jęz. angielskim);
- kierunku „Master-Studiengang Mediation” (1,5-roczne studia uzupełniające w jęz. niemieckim zakończone tytułem zawodowym Master of Arts);
- kierunku „Magister-legum-Studiengang” (dla absolwentów studiów prawniczych spoza Niemiec).

## Wybrani wykładowcy

### Prawo niemieckie
| Dawni | Obecni |
| --- | --- |
| - prof. Johann Samuel Friedrich von Boehmer (kryminologia) - prof. Samuel von Cocceji - prof. Karl Friedrich Eichhorn (wykładowca w latach 1806–1811) - prof. Christian Gottfried Hoffmann - prof. Johann Oldendorp (wykładowca w 1520) - prof. Jan Schultz-Szulecki - prof. Hieronymus Schurff - prof. Samuel Stryk - prof. Christian Thomasius | - prof. Stephan Breidenbach (postępowanie cywilne i międzynarodowe prawo gospodarcze) - prof. Kaspar Frey (prawo handlowe i gospodarcze) - prof. Christoph Brömmelmeyer (europejskie prawo gospodarcze) - prof. Katharina de la Durantaye (prawo medialne) - prof. Ulla Gläßer (pozasądowe rozwiązanie sporów prawnych, mediacja) - prof. Oliver Knöfel (prawo prywatne europejskie i prawo prywatne międzynarodowe) - prof. Eva Kocher (europejskie i niemieckie prawo pracy) - prof. Christian Becker (prawo karne) - prof. Uwe Scheffler (prawo karne) - prof. Gudrun Hochmayr (prawo karne) - prof. Wolff Heintschel von Heinegg (prawo międzynarodowe), - prof. Matthias Pechstein (prawo europejskie) - prof. Ulrich Häde (prawo administracyjne) - prof. Ines Härtel (m.in. prawo rolne) - prof. Stefan Haack (prawo konstytucyjne) - prof. Carsten Nowak (prawo europejskie) |

### Prawo polskie

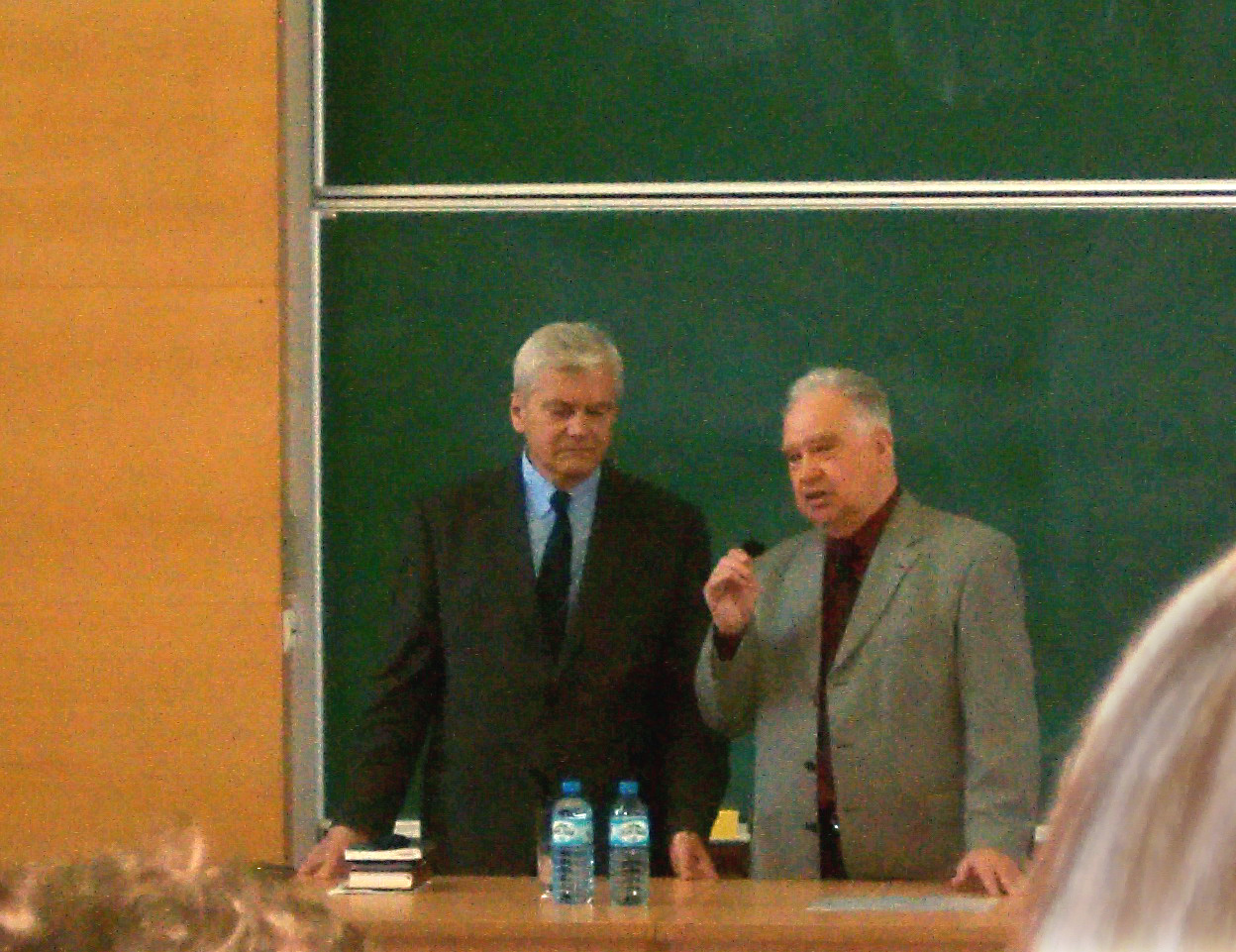
Prof. Andrzej Jan Szwarc (po prawej)

- prof. Bartosz Makowicz (prawo publiczne)
- prof. Maciej Małolepszy (prawo karne)
- prof. Arkadiusz Wudarski (prawo cywilne)

## Doktorzy honoris causa wydziału
- prof. Knut Ipsen (1996)
- prof. Karol Jonca (2001)[1]
- prof. Henryk Olszewski (2001)[2]
- prof. Andrzej Jan Szwarc (2008)[3]

## Niektórzy studenci i absolwenci
- Carl Philipp Emanuel Bach – niemiecki kompozytor
- Bartłomiej Bartczak – burmistrz Gubina od 2006[4]
- Alojzy Prosper Biernacki – minister skarbu Rządu Narodowego w czasie powstania listopadowego
- Johannes Blankenfeld – arcybiskup Rygi 1524–1527
- Krzysztof Hegendorfer (Christoph Hagendorfer) – niemiecki humanista epoki renesansu, działacz reformacyjny
- Karl Georg von Hoym – minister Śląska i Prus Południowych
- Ingrid Köppe – działaczka praw człowieka, adwokat, polityk Neues Forum
- Wilhelm von Humboldt – niemiecki uczony i mąż stanu, współtwórca Uniwersytetu w Berlinie[5]
- Wojciech Makowski – prezes polskiej sekcji Amnesty International (2005-2006)[6]
- Kerstin Meier – prawniczka, polityk Die Linke, od 2005 deputowana do Landtagu Brandeburgii[7]
- Teodor Konstanty Orzechowski – działacz kalwiński i parlamentarny, prawnik, podstoli lubelski, kasztelan małogoski
- Stefan Sarrach – prawnik, były polityk Die Linke[8];
- Jerzy Piotr Schulz (Georg Peter Schulz) – toruński uczony, redaktor czasopism; przedstawiciel wczesnego oświecenia w Polsce
- Henryk Stroband (Heinrich Stroband) – toruński ławnik i burmistrz, twórca protestanckiego Gimnazjum Akademickiego, współtwórca kodyfikacji prawa chełmińskiego
- Samuel Stryk – niemiecki uczony, wykładowca prawa na wielu uniwersytetach
- Carl Gottlieb Svarez – niemiecki prawnik, jeden z twórców Landrechtu pruskiego[5]
- Christian Thomasius – student wydziału 1675–1679, niemiecki uczony, przedstawiciel oświecenia[5]
- Arkadiusz Wojnarowski – polski aktor i producent filmowy[9]